# 富薩加蘇加
富薩加蘇加（Fusagasugá）是哥倫比亞的城市，位於該國中部，由昆迪納馬卡省負責管轄，距離首都波哥大64公里，始建於1592年2月5日，面積239平方公里，海拔高度1,728米，2008年人口約125,000。

## 外部連結
- Official Fusagasugá website Cundinamarca Departamento （西班牙文）
- Alcaldía de Fusagasugá Official Fusagasuga -City Hall- Mayor's website] （西班牙文）
- Unofficial Fusagasugá website （页面存档备份，存于） commercial website （西班牙文）
- Historical information on Fusagasugá（页面存档备份，存于） （西班牙文）
- Fusagasugá Wordpress （页面存档备份，存于） （西班牙文）

4°20′N 74°21′W / 4.333°N 74.350°W